# 279 Dywizja Piechoty (III Rzesza)
279 Dywizja Piechoty (niem. 272. Infanterie-Division) – niemiecka dywizja z czasów II wojny światowej, sformowana w Kassel na mocy rozkazu z 22 maja 1940, w 10. fali mobilizacyjnej w IX Okręgu Wojskowym.

## Struktura organizacyjna
- Struktura organizacyjna w maju 1940 roku:

550., 551. i 552. pułk piechoty, 279. oddział artylerii, 279. kompania pionierów, 279. kompania przeciwpancerna, 279. kompania łączności;

## Dowódca dywizji
- Generalleutnant Herbert Stimmel 22 V 1940 – 19 VII 1940;

## Szlak bojowy
Dywizja przez cały okres swojego istnienia przebywała w macierzystym okręgu wojskowym. Z chwilą podpisania kapitulacji przez Francję, jednostkę rozwiązano na mocy rozkazu z 19 lipca 1940 roku.